# T10 ex-Prusse
Pour les articles homonymes, voir T10.

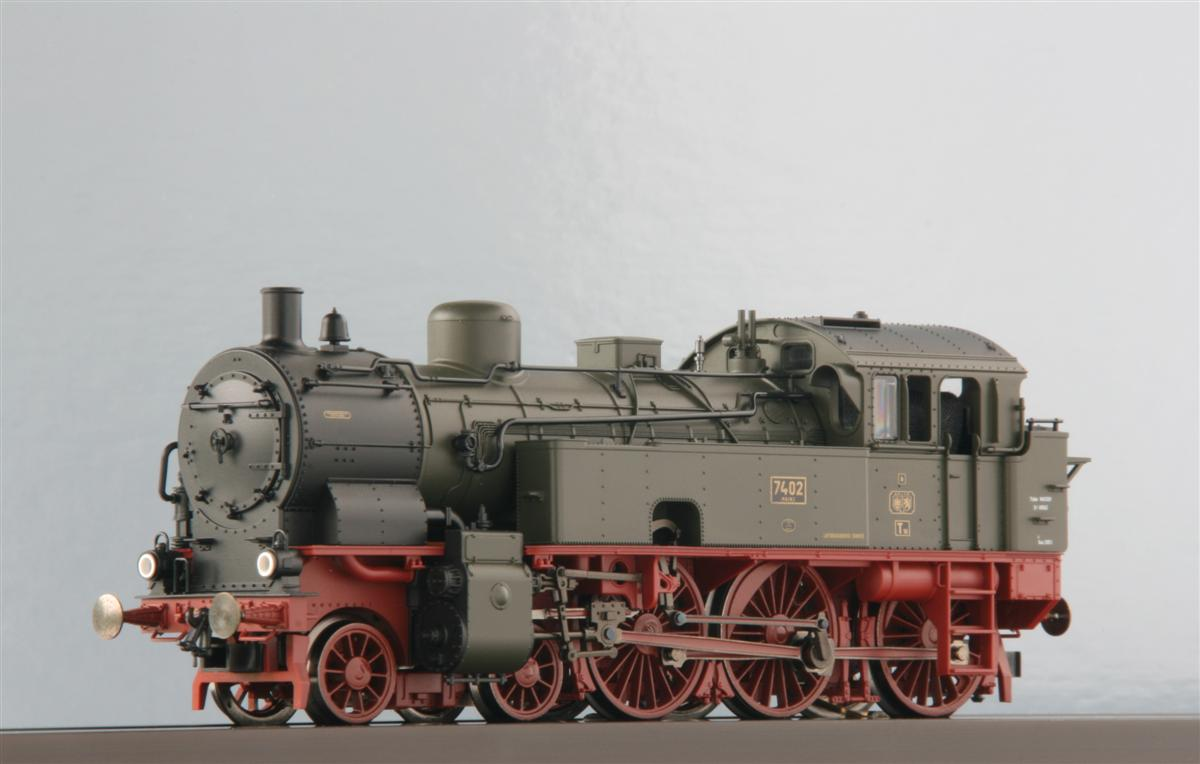
T10 ex-Prusse (modèle Fleischmann F891903)

Les T10 sont des locomotives à vapeur de disposition d'essieu : 230 construites pour les Chemins de fer royaux de Prusse (KPEV).

## Genèse
Ce type de machine avait été étudié pour être utilisé dans des conditions particulières : assurer la correspondance des trains rapides entre les gares de Wiesbaden et de Francfort et ce, le plus rapidement possible. Compte tenu de la distance à parcourir (41 km), une machine à tender séparé ne s'avérait pas nécessaire, d'autant qu'une locomotive-tender pouvait facilement tracter un train de voyageur dans les deux sens.
Un "compromis" de P8 et P6, le tout "tendérisé" fut alors mis au point : la nouvelle T10 utilisait ainsi le châssis de la P8 et la chaudière de la P6. 12 exemplaires de cette machine furent construits en 1912 par Borsig, numérotés de 7401 à 7412. Les locomotives encore en service en 1925 furent immatriculées dans la série 76.0 à la création de la DRG. En 1949, il n'en restait plus que 6 exemplaires.
L'inconvénient de cette conception avec les grandes roues motrices et sans essieu de roulement arrière était que les locomotives avaient tendance à dérailler en cas de marche arrière rapide. Par conséquent, elles ont été tournés aux stations terminales si possible. 
Bizarrement, la commission d'armistice préleva en 1919 une seule de ces locomotives, la 7404 pour l'attribuer à la Compagnie des chemins de fer du Nord.

## Description
Ces Ten wheel disposaient d'un moteur à deux cylindres, simple expansion avec des éléments surchauffeurs de type « Schmidt ». La distribution était du type « Heusinger ». Le foyer était un foyer de type « Crampton » et l'échappement était du type fixe « Allemand ».

## Utilisation et services

### 3.1499 puis 3.887 (Nord)
Cette machine fut, dès réception par la Compagnie des chemins de fer du Nord, affectée au dépôt de Creil et incluse dans le roulement des 232 TA 1 à 65 (ex 3801 à 3865) ayant pour mission la traction des trains de banlieue vers Paris-Nord et Pontoise. Elle servit également pour la remorque de certains express vers Le Tréport ou Beauvais en réserve. À la fin de sa carrière elle tournait sur Paris-Chantilly et Creil.
La SNCF hérita de cette machine en 1938 et l'immatricula 2-230 TB 1. Elle termina sa carrière au dépôt de Creil en été 1947 après un séjour pendant la Seconde Guerre mondiale en Allemagne (de 1942 à 1944).
On peut s'étonner qu'une machine unique ait pu "survivre" ainsi plus de 25 ans ; plusieurs éléments sont à prendre en compte : la disponibilité de pièces de rechange, puisque les 75 P8 de la région Nord partageaient un grand nombre de pièces communes avec la T10, une très bonne qualité du charbon et la qualité des services d'entretien du Nord.

## Caractéristiques
- Pression de la chaudière : 12 kg/cm2
- Surface de grille : 1,85 m2
- Surface de chauffe : 133,59 m2
- Surface de surchauffe : 37,80 m2
- Diamètre des cylindres : 575 mm
- Diamètre des roues du bogie : 1 000 mm
- Diamètre des roues motrices : 1 750 mm
- Capacité en eau : 7,5 m3
- Capacité en charbon : 3 t
- Masse à vide : ?? t
- Masse en ordre de marche : 76,1 t
- Masse adhérente : 48,7 t
- Longueur hors tout : 11,8 m
- Vitesse maxi en service : 105 km/h